# Agustín Aveledo
Agustín Aveledo (Caracas, 1 de enero de 1837-ib., 5 de julio de 1926) fue un ingeniero y educador venezolano.

## Biografía

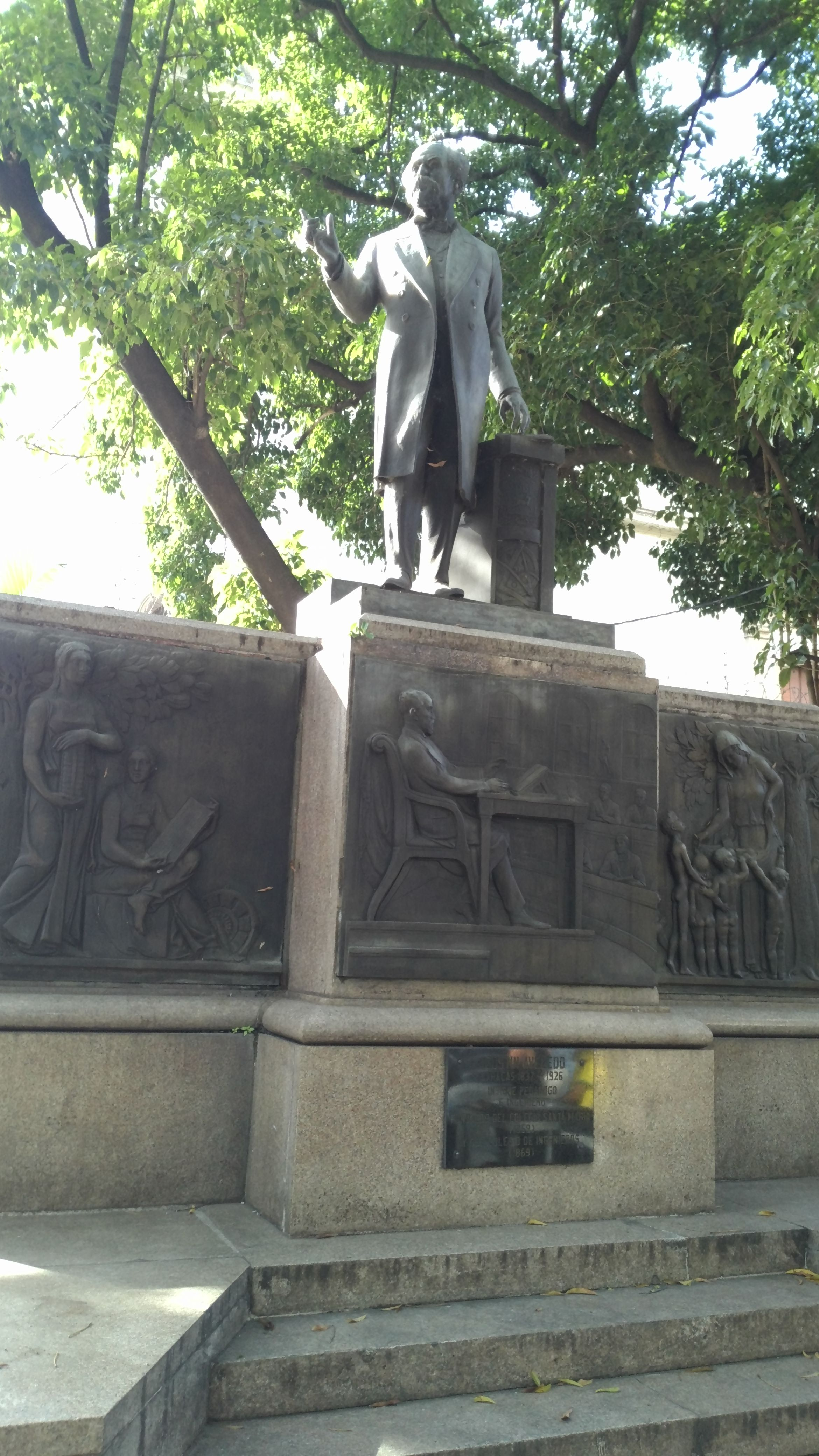
Estatua de Agustín Aveledo

Hijo de Ramón Aveledo Díaz y Adelaida Tovar Gallegos. Hizo sus primeros estudios bajo la orientación del maestro Pablo Fontes y luego estudió en los colegios El Salvador del Mundo que dirigía Juan Vicente González y Roscio que dirigía Juan José Aguerrevere. Se graduó de ingeniero en la Academia de Matemáticas  en 1855 y de doctor en filosofía en 1880, en la Universidad Central de Venezuela. 
Desde los 22 años de edad, Aveledo se consagró a la docencia y fundó, en 1859, junto con Ángel E. Ribas Baldwin el colegio Santa María, donde ejercieron el magisterio como profesores, entre otros: Elías Rodríguez, Juan Vicente González, Luis Sanojo, Lino José Revenga, Rafael Seijas, Adolfo Ernst, Marco Antonio Saluzzo, José Martí y Luis Ezpelosín. 
Formó parte de la comisión redactora de la Revista Científica (enero-abril 1862) y fue colaborador de la revista Vargasia, así como también de los diarios La Opinión Nacional, El Tiempo y La Religión. Las actividades que desarrollaba en el colegio Santa María, la acompañaba el profesorado en la Escuela de Ingeniería (1861-1871), de la que fue también director en 1903, y con las que realizaba en la Sociedad de Ciencias Físicas y Naturales de Caracas que fundó en 1868, junto con Adolfo Ernst, Arístides Rojas, Rafael Villavicencio,  Gerónimo Eusebio Blanco, Teófilo Rodríguez, Jesús Muñoz Tébar y otros. 
En el seno de la Sociedad de Ciencias Físicas y Naturales, participó en excursiones de interés científico junto con Adolfo Ernst y Manuel Vicente Díaz a la silla de Caracas, y en 1878, al pico Naiguatá.  En esta última le correspondió a Aveledo llevar la parte de hipsometría, meteorología y física, determinando que la altura del pico de Naiguatá  es de 2.782 m. 
En 1868 participó, junto con Francisco de P. Castro Lucena, Diego Bautista Barrios, Elías Michelena, Gerónimo Blanco, Ramón Feo, Arístides Rojas y Nicanor Rivero, en la preparación de un proyecto de ley sobre instrucción pública, prevista en el programa de reforma educacional del entonces ministro Nicanor Borges, el 5 de diciembre de 1869, fue designado ministro de Fomento, por el general José Ruperto Monagas. 
Su pasantía por el ministerio fue breve, pues renunció en los primeros días de enero de 1870 debido a las graves contiendas bélicas que azotaban al país. Participó en la instalación del Colegio de Ingenieros de Venezuela, cuya presidencia desempeñó durante los lapsos 1869-1881; 1888-1895; y 1899-1922; y le correspondió en el laboratorio meteorológico que funcionaba en la mencionada institución, junto con Alejandro Ibarra, iniciar en el país y llevar por varios años, el registro de temperatura, humedad y lluvias. En 1878, fue fundador del Asilo de Huérfanos de Caracas y presidente de la Junta de Instrucción Pública del Distrito Federal, que instaló el 21 de marzo de 1893. 

## Honores
Una estatua en su honor se levanta en la plaza contigua a la iglesia de Nuestra Señora de la Merced en Caracas.